# بيتا مخطط البطن
بيتا مخطط البطن (الاسم العلمي: Hydrornis elliotii) (بالإنجليزية: Bar-bellied Pitta)‏ هي نوع من الطيور تتبع جنس البيتا المخطط من فصيلة طيور البيتا.